# Festuca willdenowiana
Festuca willdenowiana är en gräsart som beskrevs av Schult. och Julius Hermann Schultes. Festuca willdenowiana ingår i släktet svinglar, och familjen gräs. Inga underarter finns listade i Catalogue of Life.